# Euxoa rufosuffusata
Euxoa rufosuffusata là một loài bướm đêm trong họ Noctuidae.